# Bello (cràter)

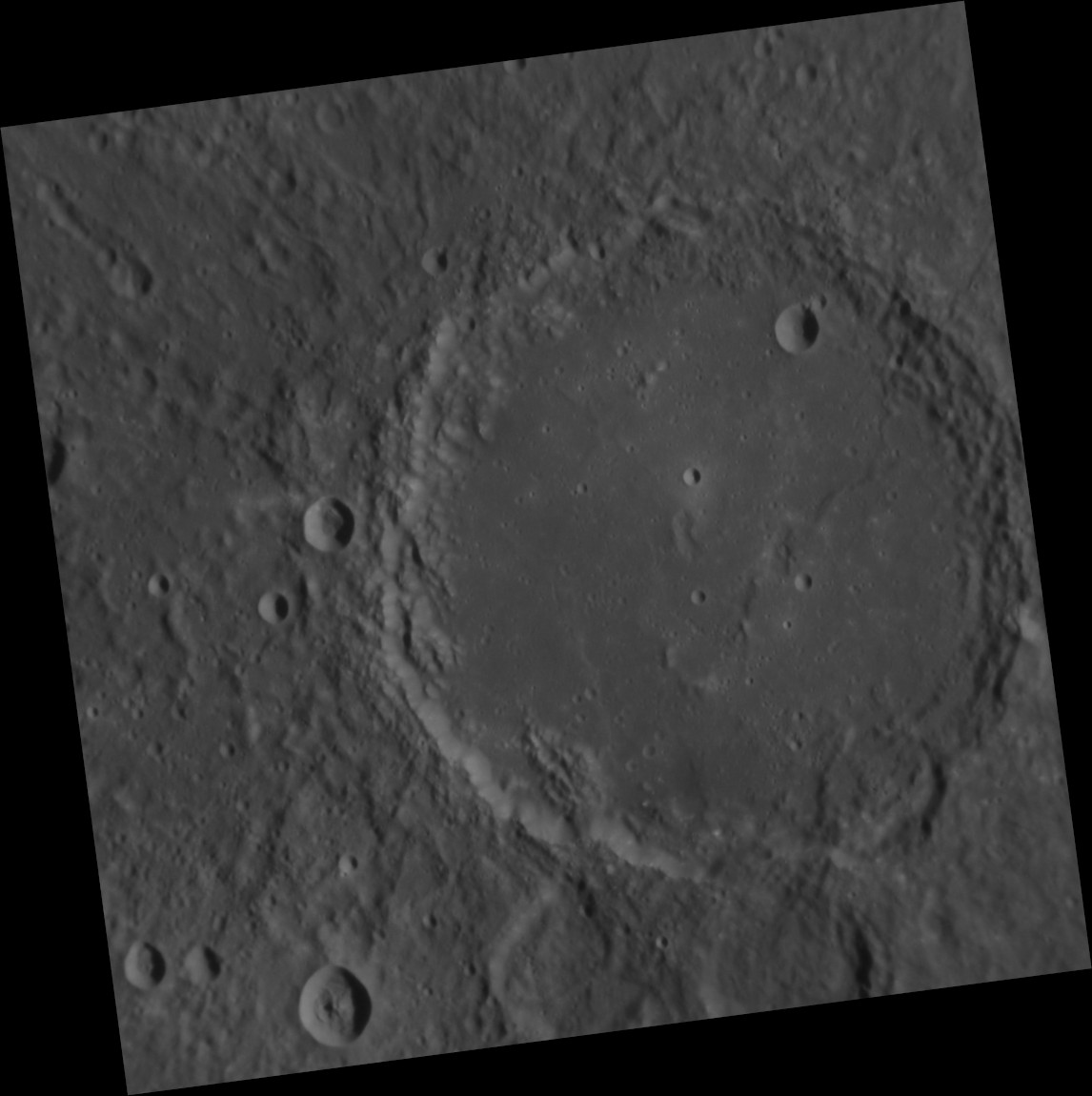
Fotografia del cràter Bello realitzada des de la sonda Messenger.

Bello és un cràter d'impacte en el planeta Mercuri de 139 km de diàmetre. Porta el nom de l'escriptor venezolà Andrés Bello (1781-1865), i el seu nom va ser aprovat per la Unió Astronòmica Internacional el 1976.